# (32610) Siennafink
(32610) Siennafink est un astéroïde de la ceinture principale.

## Description
(32610) Siennafink est un astéroïde de la ceinture principale. Il fut découvert le 24 août 2001 à Socorro (Nouveau-Mexique) par le projet LINEAR. Il présente une orbite caractérisée par un demi-grand axe de 2,95 UA, une excentricité de 0,01 et une inclinaison de 1,8° par rapport à l'écliptique.